# توزيعة برمجيات بيركلي
توزيعة برمجيات بيركلي أو بيركلي يونكس المشهورة باختصارها الإنجليزي بي.إس.دي (بالإنجليزية: Berkeley Software Distribution وإختصارها BSD)‏ هو أحد أشكال أنظمة يونكس الذي تم تطويره وتطوير الأدوات المرتبطة به من قبل جامعة كاليفورنيا في بيركلي في سبعينات القرن العشرين، فهو إذا نظام تشغيل للحاسوب، ويشار اليوم ب BSD لمجموعة من أنظمة التشغيل التي تفرّعت عنه.
يسبق بي.إس.دي عادة رقم الإصدارة، مثلا 4.3 BSD هو الإصدار رقم 4.3 من إصدارات يونكس من بيركلي. العديد من مقدمي خدمات الشبكة والملقمات تشغل أنظمة بي.إس.دي، ونظام بي.إس.دي يعد أحد أهم اجداد أنظمة يونكس التجارية.
وBSD وعلى غرار أنظمة مثل توزيعات لينكس المختلفة هو مجموعة من البرمجيات، يطورها خبراء في جامعة كاليفورنيا في بيركلي وكان الهدف استخدامها كرزمة برامج مضافة إلى الإصدارات السابقة من نظام AT&T Unix، ثم تطور نظام BSD وبدأ مشروع 386 بي إس دي والذي كان يهدف إلى تشغيل نسخة من إصدارت BSD يونكس على الإجهزة الشخصية من IBM.
تاريخيا يعتبر BSD أول نظام يوفر دعما للشبكات، ولأنه نشأ على يد مجموعة من الأكاديميين فقد تلقى عناية كبيرة. وفحصه آلاف الطلاب المتدربين، كذلك تحول هذا النظام إلى بيئة عمل، هي واحدة من الأكثر استقرارا وثباتا بين كل أنظمة التشغيل المستخدمة في العالم. كما وينتقد مستخدمو BSD نظام ويندوز معتبرين انه نظام فاشل لا يستحق التوقف عنده، لأنه عبارة عن مجموعة مغريات ملونة وبعض البرامج المسروقة من مشاريع الطلاب الجامعية والشركات الصغيرة المفلسة. أما أنظمة لينكس المبنية على ذات الأفكار الأساسية المشتركة مع BSD والتي هي مواصفات أنظمة يونكس، فإن مستخدمي ومطوري أنظمة BSD يتشاركون معهم بالعديد من البرمجيات لأن كلاهما يعتبر من البرمجيات الحرة ومفتوحة المصدر وكلاهما أحد الأشكال المتطورة للغاية من أنظمة يونكس، ولكن يأخذ أنصار BSD بأن الحزم البرمجية في أنظمة لينكس لا تخضع لنفس كمية الفحوص والاختيارات التي تخضع لها نفس الحزم أو غيرها المستخدمة في أنظمة BSD من حيث توافقها مع الحزم الأخرى كما تنتقد اللامركزية في عملية التطوير للبرامج تحت أنظمة لينكس.

## التاريخ

### البدايات مع PDP-11
كانت الإصدارات المبكرة من نظام التشغيل يونكس من مختبرات بل في سبعينيات القرن الماضى تتضمن الشيفره المصدريه مع نظام التشغيل، مما سمح للكثير من الباحثين في الجامعات بالتعديل والإضافة إلى يونكس. كان أول يونكس في جامعة بيركلى هو PDP-11 تم تثبيته عام 1974، واستخدمه قسم علوم الحاسب بشكل مكثف فيما بعد.
أصبحت الجامعات الأخرى مهتمة ببرمجيات بيركلى، لذا قام أحد الطلّاب واسمه بيل جوي بإطلاق حزمه سُميت توزيعة برمجيات بيركلى الأولى (1BSD) في عام 1977 حيث كانت تحتوي هذه الحزمة على مجموعه من البرمجيات لنظام يونكس هذه البرمجيات كانت عباره عن مترجم للغة البرمجة باسكال بالإضافة إلى محرر نصوص أُطلق عليه اسم Ex.
في عام 1978 قام بيل جوي بإصدار الإصدارة الثانية من الحزمة والتي سميت سُميت بـ 2BSD وتشمل نسخ محدثة من برمجيات 1BSD كما اضيف إليها برنامجين جديدين من برمجة Joy والتي لا زالت موجودة في أنظمة يونكس حتى الآن، محرر النصوص الشهير vi (نسخة مرئية من ex) وقشرة سي شيل.
احتوت الإصدارات التالية من 2BSD على نقل للتغييرات في إصدارات VAX من BSD إلى بنية PDP-11. 2.9BSD احتوت على كود من 4.1cBSD، وكانت أول إصدارة تعد نظام تشغيل متكامل (تسخة معدلة من الإصدارة الخامسة من يونكس) وليست مجموعة من البرامج والرقع. الإصدارة الأحدث، 2.11BSD، صدرت أول مرة سنة 1992، مع تحديثات من متطوعين حتى 2003.

### نسخ VAX
تم تثبيت حاسوب VAX في بيركلى سنة 1978، لكن نسخة يونكس المنقولة لمعمارية VAX، UNIX/32V، لم تكن تستفيد استفادة كاملة من إمكانيات ذاكرة VAX التخيلية. تم إعادة كتابة نواة 32V بشكل كبير بواسطة طلاب بيركلى لتشمل دعم الذاكرة التخيلية، وتم إصدار نظام تشغيل كامل يشمل النواة الجديدة ونقل لأدوات 2BSD إلى VAX تحت اسم 3BSD بنهاية عام 1979.
كان 4.1BSD (يناير 1981) استجابة للنقد الموجه لأداء BSD مقارنة بالنظام السائد لأجهزة VAX، نظام VMS. تم ضبط نواة 4.1BSD بواسطة Bill Joy حتى تستطيع الأداء مثل VMS في كثير من النواحى.
استغرق 4.2BSD حتى يتم إضافة العديد من الإصلاحات الشاملة.
صدر 4.2BSD رسميا عام 1983. تميزت بكونها أول إصدارة بعد مغادرة Bill Joy ليشارك في تأسيس صن ميكروسيستيمز. منذ ذلك الحين أخذ Mike Karels و Marshall Kirk McKusick زمام قيادة المشروع.

### 4.3BSD
صدر 4.3BSD في يناير 1986. التغييرات الأساسية كانت تحسين الأداء للكثير من المساهمات الجديد في 4.2BSD التي لم يتم تحسينها بقوة مثل كود 4.1BSD. قبل الإصدار، ابتعد تطبيق TCP/IP في BSD كثيرا عن تطبيق BBN الأصلى.
بعد 4.3BSD، تقرر أن BSD سوف يبتعد عن منصمة الشائخة.

### 4.4BSD والنسخ الناتجة عنه
في عام 1983 تم إصدار النسخة 3.9BSD والتي كانت تعتبر نظام تشغيل متكامل مبني على يونكس، توالت الإصدارات حتى عام 1994 حيث ظهرت الإصدار 4.4BSD، ونتيجه لتحوّل نظام يونكس إلى نظام تشغيل تجاري تم إصدار نسختين من BSD الأولى كانت تسمّى بـ توزيعة برمجيات بيركلي حيث كانت توزّع مجاناً ولا تحتوي على أي شيء من شيفرة يونكس اما الاصداره الأخرى كانت تجاريه ولا يتم بيعها إلا لمن لديه رخصه من الشركة المالكه لنظام يونكس آنذاك وهي AT&T

## نظم تشغيل مبنية على توزيعة برمجيات بيركلي
يوجد العديد من نظم التشغيل التي تم بنائها على الإصدار توزيعة برمجيات بيركلي ومنها:
- فري بي إس دي
- نت بي إس دي
- أوبن بي إس دي
- فري إس بي
- ديسكتوب بي إس دي
- داروين

## وصلات خارجية
- توزيعة برمجيات بيركلي على مشروع الدليل المفتوح